# Huaneng Union Tower
La Huaneng Union Tower (上海华能联合大厦) est un gratte-ciel de 188 mètres de hauteur construit en 1997 à Shanghai dans le district de Pudong.
Il abrite des bureaux sur 38 étages, pour une surface de plancher de 73 000 m2.
L'architecte est l'agence d'architecture chinoise East China Architectural Design & Research Institute
Le promoteur (developer) est la société Shanghai Huaneng Real Estate Development Corp.